# Carretera de voivodato 342

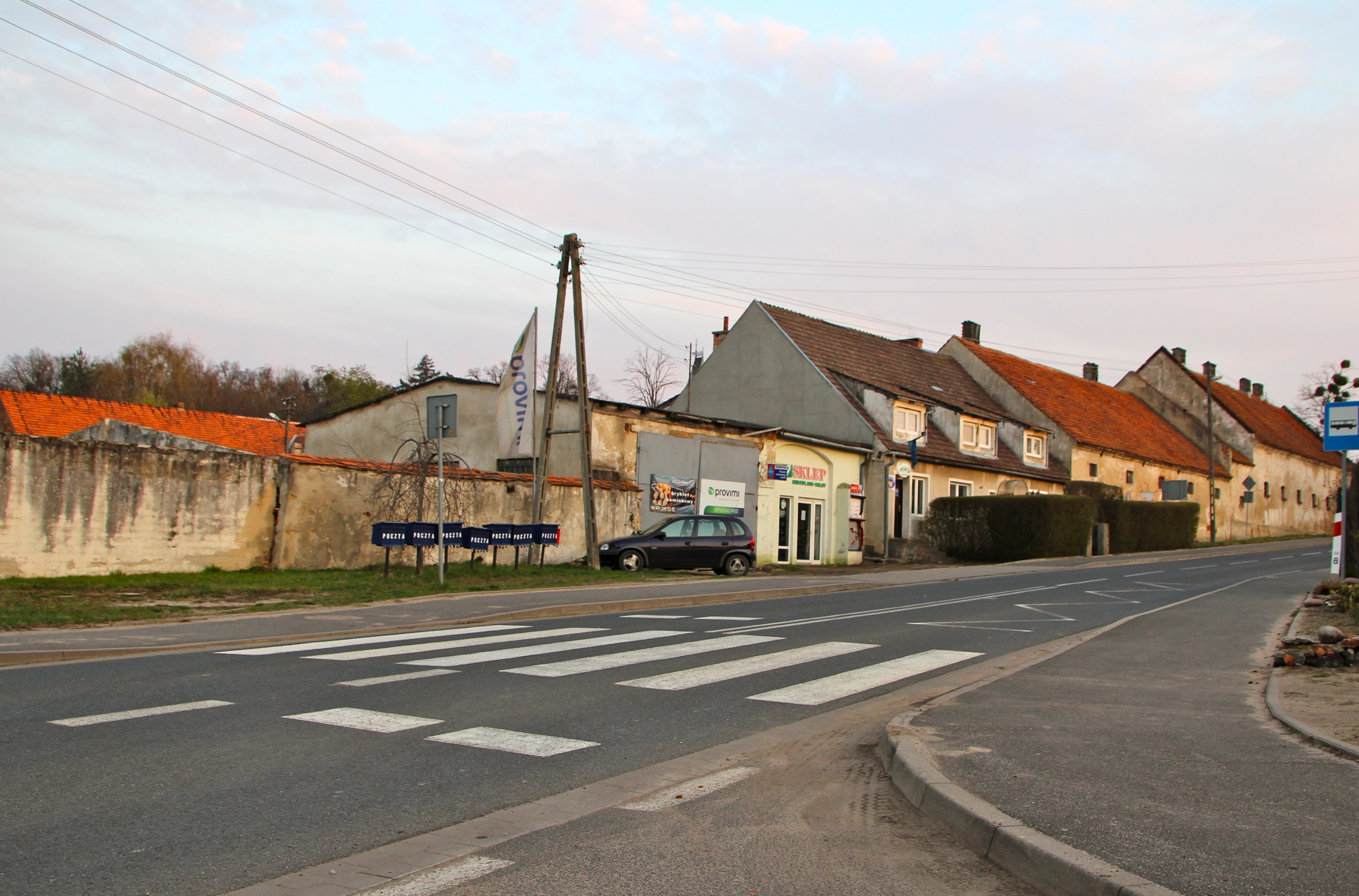
Carretera de voivodato 342 a su paso por el municipio de Wielka Lipa.

La carretera de voivodato 342 (en polaco droga wojewódzka nr 342) (DW342) es una carretera provincial situada en el voivodato de Baja Silesia, en Polonia, en los distritos de Breslau y Trzebnica. La carretera tiene una longitud total de 39 kilómetros, y conecta las localidades de Breslau y Strupina (DW339).